# Vingt-quatre heures de la vie d'une femme
Vingt-quatre heures de la vie d'une femme è un film del 1968 diretto da Dominique Delouche. La pellicola è tratta da un racconto di Stefan Zweig.